# Madridejos (Filipinas)
Madridejos es una municipalidad de cuarta clase de la Provincia de Cebú, Filipinas. Es una de las tres municipalidades que se encuentran en la  Isla de Bantayán, situada al noroeste de la Isla de Cebú. Limita al sur con la municipalidad de Bantayán, y en el resto de sus límites, con el Mar de Visayán. 
Según el censo del año 2000, tiene una población de 29.020 personas, y una superficie de 23.95 km².
- Datos: Q316080
- Multimedia: Madridejos, Cebu / Q316080

1. ↑  Worldpostalcodes.org, código postal n.º 6053.